# Senjōgahara
Senjōgahara (en japonés: 戦場ヶ原) es un área de 4 kilómetros cuadrados en la prefectura de Tochigi, en el país asiático de Japón, específicamente en la localidad de Nikko. Se trata de un sector a 1.400 metros sobre el nivel del mar.
Senjogahara se puede traducir como "campo de batalla", pero se refiere a una batalla mítica, y no a una histórica.
Posee un superficie de 650.000 m², al este de Odashirogahara.